# Teucholabis diplaca
Teucholabis diplaca är en tvåvingeart som beskrevs av Alexander 1945. Teucholabis diplaca ingår i släktet Teucholabis och familjen småharkrankar.
Artens utbredningsområde är Panama. Inga underarter finns listade i Catalogue of Life.